# Simon Sundström
Simon Sundström (4 de febrero de 1998) es un deportista de Suecia que compite en atletismo. Ganó una medalla de bronce en el Campeonato Europeo de Atletismo Sub-23 de 2019, en la prueba de 3000 m obstáculos.